# Discestra virgata
Discestra virgata är en fjärilsart som beskrevs av Barend J. Lempke 1964. Discestra virgata ingår i släktet Discestra och familjen nattflyn. Inga underarter finns listade i Catalogue of Life.